# Абель, Роберто
Роберто Абель (исп. Roberto Abel; 1 июня 1919, Альпахири — 15 августа, 2008, Чиполлетти) — аргентинский историк и палеонтолог-любитель. 
Основатель провинциального музея Карлоса Амегино в Чиполлетти. Одним из первых открыл ископаемые остатки динозавра в Патагонии в 1971 году, получившего в его честь название Abelisaurus. Профессор Колледжа Мануэль Бельграно в Чиполлетти, где он давал многочисленные лекции и беседы по палеонтологии и истории.

## Собранные и изученные материалы
Роберто Абель, как палеонтолог-любитель, посвятил себя сбору фоссилий, которые он затем передавал различным исследователям для изучения и публикации описания. В приведённом ниже списке представлены некоторые фоссилии, обнаруженные Роберто Абелем:
- Ископаемые остатки позднемеловой черепахи, предположительно относящийся к Podocnemididae[3]
- Ископаемый фрагментарный череп, по которому были описаны новый вид Abelisaurus comahuensis, включённый в описанный в той же статье монотипический род Abelisaurus[4]
- Ископаемые остатки динозавра-завропода Pellegrinisaurus powelli, отнесённые к новому виду и роду[5]

## Память
2001 год: специальная награда Палеонтологической ассоциации Аргентины за то, что он стал основателем и первым директором провинциального музея Карлоса Амегино.
2002 год: признанный гражданин Чиполлетти. Без какой-либо степени, самоучке, участвующему в палеонтологических, исторических и картографических исследованиях.

### Эпонимия
В честь Роберта Абеля названы следующие зоологические таксоны:
- Абелизавриды (Abelisauridae) — клада или семейство плотоядных динозавров;
- Abelisaurus — род плотоядных динозавров[8];
- Abelichnus — ихнород динозавров[9].

## Смерть
Роберто Абель скончался 15 августа 2008 года от злокачественной опухоли.